# Paolo Buzi
Paolo Buzzi est un pilote  de rallyes suisse.
Il remporta le tout premier championnat de Suisse des rallyes, organisé en 1973, sur Lancia Fulvia HF.
Il fut vainqueur des 12 Heures de Lugano, un total de cinq épreuves étant alors proposées aux pilotes.